# شورش برنج ۱۹۱۸ میلادی

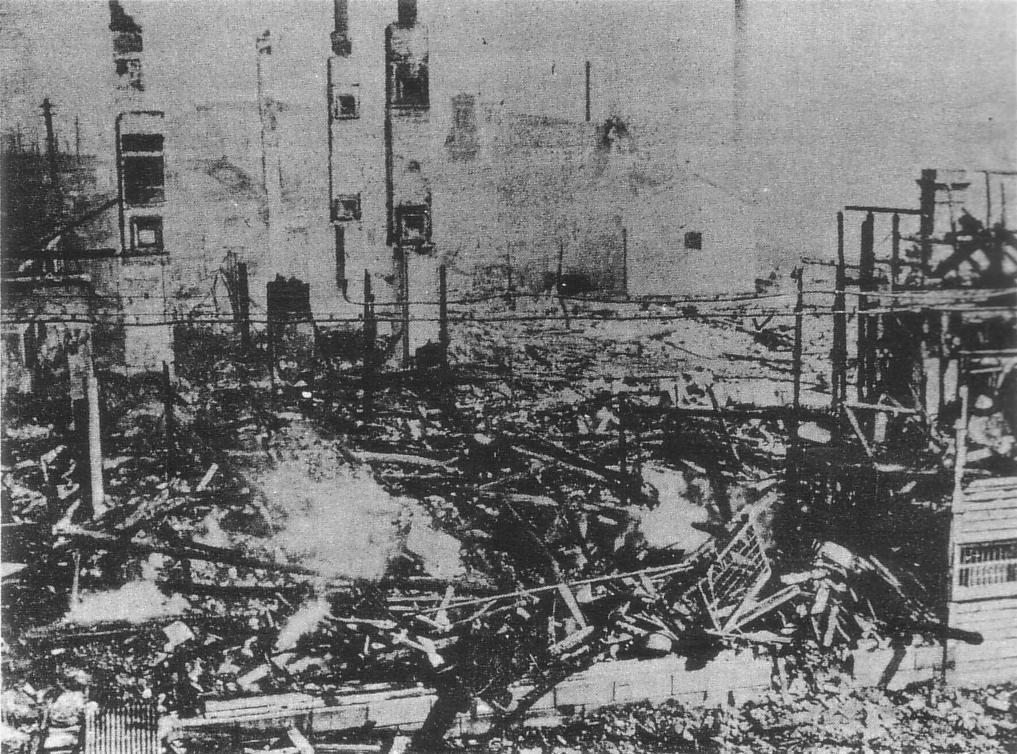
مغازه سوزوکی پس از آتش زدن در طی شورش برنج در یازدهم اوت ۱۹۱۸ میلادی

شورش برنج شورشی بود که در اعتراض به افزایش قیمت برنج در هفتمین سال از پادشاهی امپراتور تایشو (۱۹۱۸) رخ داد. در طول جنگ جهانی اول صادرات ژاپن بسرعت رشد پیدا کرد و صنایع پیشرفت کردند. همراه با پیشرفت صنایع شرکت‌ها و بانک‌های بزرگ افزایش پیدا کرده و تعداد بسیاری از مردم در این شرکت‌ها و مراکز صنعتی به کار مشغول شدند. اما مشکل بزرگی که به وجود آمد افزایش شدید قیمت‌ها برای مردم عادی بود. قیمت هر ۱۵۰ کیلو برنج که در سال ۱۹۱۵، ۱۳ ین بود در سال ۱۹۱۸ به ۳۲ ین افزایش پیدا کرد. این افزایش باعث به وجود آمدن شورش برنج شد. آغاز این شورش در استان تویاما بود که خانم‌های خانه‌دار به محل فروش برنج یورش برده و خواستار کاهش قیمت برنج شدند. بعد از آن شورش در اوساکا، کیوتو، ناگویا و توکیو و دیگر شهرها نیز گسترش پیدا کرد. در طی شورش برنج، مردم به ۳۰۰ مغازهٔ برنج در سراسر ژاپن حمله کردند و در صورتیکه که خواستهٔ آن‌ها که کاهش قیمت برنج بود توسط صاحب مغازه رد می‌شد مغازه را ویران کرده یا به آتش کشیدند.